# Flight (Prison Break)
| "Flight"                  | "Flight"                  |
| ------------------------- | ------------------------- |
| Capítulo #                | Temporada 01, Capítulo 22 |
| Guion                     | Paul Scheuring            |
| Director                  | Kevin Hooks               |
| Emisión en Estados Unidos | 15 de mayo de 2006        |
| Cronología                |                           |
| Capítulo anterior         | «Go»                      |
| Capítulo siguiente        | «Manhunt»                 |

"Flight" fue el vigésimo segundo capítulo de la serie de televisión Prison Break, el cual salió al aire el 15 de mayo del año 2006, en los  Estados Unidos.

## Resumen
Michael y los demás convictos han escapado de Fox River. Llegan a una furgoneta y Michael rompe las luces traseras para que no les vean conduciendo. Abruzzi le pide a Haywire que vaya a buscar las llaves a una papelera que hay cerca. En realidad las tiene en el bolsillo y Lincoln pone el coche en marcha dejando atrás a Haywire. En la furgoneta Abruzzi saca una pistola y apunta a T-Bag, pero este saca de su bolsillo las esposas que robó al guardia y se encadena a Michael para asegurarse de que Abruzzi no dispara, ya que necesita a Michael par encontrar a Fibonaci. T-Bag se traga la llave.
Atrás en Fox River, Pope descubre que la puerta de la enfermería por la cual los presos escaparon no fue forzada. La enfermera Katie y la Dr. Sara Tancredi fueron las últimas que estuvieron allí, así que sospecha que una de ellas la dejó abierta. Interroga a la compañera de la Dra. Tancredi. Ella confiesa que la doctora siente algo por Scofield. Mientras tanto, mientras los presos siguen su camino, Michael le dice Tweener que se vaya por su camino, ya que cumplió su promesa de ayudarle a escapar, pero no puede seguirles ya que les delató.
Llegan a un granero, donde Lincoln trata de romper las esposas con una cizalla sin éxito. Abruzzi sasca un hacha y le corta la mano a T-Bag.
Mientras tanto, Haywire roba una bici a una niña que jugaba con ella en el garaje. Comienza a pedalear en la noche. T-Bag intenta alcanzar a los demás, pero va dando tumbos con la mano cortada.
La policía llega al apartamento de la Dra. Sara Tancredi con una orden. La encuentran tumbada en el sofá. Un policía informa de que la han hallado muerta por sobredosis. La vicepresidenta Reynolds se convierte en presidenta tras la repentina muerte del presidente Richard Mills por un fallo cardíaco. Reynolds estaba implicada en su envenenamiento. Veronica llega a Blackfoot, Montana. Entra en la mansión y encuentra a Terrence Steadman en un sillón.
Mientras tanto, los presos llegan a su destino y ven como su avión se marcha sin ellos. La policía se va acercando en coche y comienzan a correr.
La temporada acaba.
- Datos: Q3232841